# Tällvattnet (Bjurholms socken, Västerbotten)
Tällvattnet är en sjö  i den del av Bjurholms kommun som ligger i Västerbotten. Den ingår i Öreälvens huvudavrinningsområde. Sjön har en area på 0,2 kvadratkilometer och ligger 224 meter över havet.

## Delavrinningsområde
Tällvattnet ingår i det delavrinningsområde (711197-166480) som SMHI kallar för Inloppet i Ottervattnet. Medelhöjden är 252 meter över havet och ytan är 22,61 kvadratkilometer. Det finns inga avrinningsområden uppströms utan avrinningsområdet är högsta punkten. Ottervattsbäcken som avvattnar avrinningsområdet har biflödesordning 2, vilket innebär att vattnet flödar genom totalt 2 vattendrag innan det når havet efter 100 kilometer. Avrinningsområdet består mestadels av skog (73 procent) och sankmarker (14 procent). Avrinningsområdet har 0,17 kvadratkilometer vattenytor vilket ger det en sjöprocent på 0,8 procent.